# Florence Harding
Florence Mabel Kling Harding (Marion, 15 agosto 1860 – Marion, 21 novembre 1924) è stata una first lady statunitense, moglie di Warren G. Harding, 29° presidente degli Stati Uniti d'America dal 1921 al 1923.

## Biografia
Figlia di Amos Kling, importante banchiere dell'Ohio e Louisa Bouton Kling, Florence King all'età di diciannove anni rimase incinta di Henry "Pete" Athenton DeWolfe, suo amico di infanzia, che sposò nel 1880. Tuttavia nello stesso anno la coppia divorziò subito dopo la nascita di Marshall Eugene DeWolfe. DeWolfe infatti si rivelò un incallito bevitore, poco attento alle spese che morì all'età di trentaquattro anni. Florence tornò nell'Ohio e riacquisì il cognome paterno. Nel 1890 conobbe Warren Gamaliel Harding, più giovane di lei di cinque anni. La coppia si sposò l'8 luglio 1891 e benché non ebbero figli, Harding crebbe Marshall Eugene come se fosse figlio proprio. Ciò nonostante il matrimonio non fu molto felice. Harding trascurava la moglie, completamente assorbito dal suo lavoro presso la rivista Marion Star di cui fu direttore per quattordici anni.

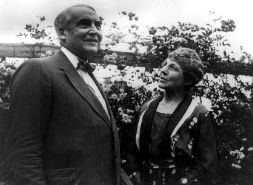
I coniugi Harding nei giardini della Casa Bianca.

Florence Harding lavorò intensamente per la campagna presidenziale del marito, scelto come rappresentante del partito repubblicano nel 1920. La donna dichiarò "Ho soltanto un hobby vero: mio marito". Come first lady, la signora Harding fu ricordata per le eleganti cerimonie tenute nei giardini della Casa Bianca. La first lady sviluppò anche un forte interesse per l'astrologia, che la portarono a consultare Marcia Champrey, nota chiromante della capitale. La Champrey aveva predetto che Warren Gamaliel Harding sarebbe stato eletto presidente, ma sarebbe morto prima di terminare il proprio mandato. In seguito alla morte del marito nel 1923, Florence Harding continuò a vivere a Washington, presso la dimora dell'amica Evalyn Walsh McLean (nota per essere la proprietaria del diamante Hope). Pochissimo tempo dopo però ritornò in Ohio per sottoporsi a delle cure per via dell'insufficienza renale cronica di cui soffriva, dove morì il 21 novembre 1924.